# Chiesa di San Martino (La Sassa)
La chiesa di San Martino si trova a La Sassa, nel comune di Montecatini Val di Cecina, in provincia di Pisa, diocesi di Volterra.

## Storia
La chiesa, di origine medievale, nella documentazione duecentesca e trecentesca figura come intitolata a San Nicola e risulta filiale della pieve dei Santi Giovanni Battista e Quirico ubicata presso Caselle, località a poca distanza dall'attuale centro abitato, in direzione sud. Questa pieve, di fondazione molto antica, si trovava in aperta campagna, su un piccolo colle oggi noto con il nome di Podere La Pieve; tale ubicazione è dovuta al fatto che per tutto l'XI secolo, e per buona parte del XII secolo, fino cioè alla nascita dei castelli, le pievi battesimali sorgevano in aperta campagna, su rilievi, lungo vie di comunicazione e in mezzo ad un territorio caratterizzato da ville e cascinali dove risiedeva la popolazione. Con la nascita dei castelli, ovvero dei centri fortificati, il titolo di pieve solitamente veniva attratto dalla chiesa castellana e quella in aperta campagna andava in rovina. Tale trasferimento, per Sassa, si data abbastanza tardi rispetto a quanto si verifica nel territorio volterrano occidentale, ove sorgono Caselle e Sassa stessa, e cioè al 1361 momento nel quale, con ogni verosimiglianza, la pieve assunse la titolatura a San Martino, vescovo di Tours. L'edificio era di piccole dimensioni, con orientamento canonico e ad unica navata; sul lato destro della costruzione sorgeva il cimitero utilizzato fino alle leggi Napoleoniche. 
La chiesa ha subito numerosi rifacimenti e allargamenti, alcuni dei quali cronologicamente ben definibili. Il primo si data ai decenni finali del Quattrocento, quando la chiesa venne ricostruita quasi per intero, in seguito all'abbandono per circa 40 anni del castello da parte dei suoi abitanti e quindi in seguito al crollo di quasi tutte le strutture romaniche dell'insediamento; il secondo intervento, e forse quello più consistente, si data ai decenni centrali del XIX secolo, intervento che ha conferito alla chiesa l'aspetto attuale con orientamento del tutto inusuale: altare a sud e ingresso a nord. L'interno, attualmente completamente restaurato, è privo di elementi di decoro ed artistici di rilievo fatta eccezione per un fonte battesimale di fattura cinquecentesca in marmo rosso di Castagneto Carducci, la cui colonna presenta dei girali e delle volute assai belle e un trono ligneo intagliato a mano e dorato, utilizzato fino a non molti anni fa per la processione in onore della Madonna del Rosario.